# William Archer
William Archer (Perth, 23 settembre 1856 – Londra, 27 dicembre 1924) è stato un drammaturgo, critico teatrale e traduttore inglese.
Traduttore di Ibsen, sfondò nel mondo dello spettacolo come commediografo con The Green Goddess (1920), una commedia drammatica di ambientazione esotica, più volte rappresentata e portata al successo da George Arliss. Nel ruolo dello stravagante rajah protagonista della storia, Arliss ne fu il mattatore anche in due successive versioni cinematografiche.
Prima di raggiungere il successo, Archer era stato autore del lavoro critico Henry Irving (1883) e della biografia W.C. Macready (1890).

## Biografia
William Archer nacque in Scozia, a Perth, figlio di Thomas Archer (1823-1905), pioniere in Australia e agente generale per il Queensland. Fece i suoi studi a Edimburgo, trovando lavoro nel 1875 all'Edinburgh Evening News. Dopo un anno di soggiorno in Australia che, nonostante il padre, lui non aveva ancora mai visitato, William ritornò a Edimburgo. Nel 1878, si trasferì a Londra, diventando critico teatrale per il London Figaro e, quindi, nel 1884, del World, dove sarebbe rimasto fino al 1905. A Londra, acquisì importanza nell'ambiente della critica come una delle figure più influenti del settore.
Avendo vissuto in Norvegia con la famiglia, tradusse per il pubblico di lingua inglese numerose opere di Ibsen, da solo o in collaborazione con il fratello Charles.
Raggiunse il successo con il melodramma The Green Goddess, un lavoro diventato molto popolare per merito dell'interpretazione di George Arliss. Fu uno dei cavalli di battaglia dell'attore inglese che ne interpretò anche due diverse versioni cinematografiche, The Green Goddess del 1923 e una del 1930, che venne distribuita in Italia con il titolo La dea verde.

## Spettacoli teatrali

### Autore
- War is War
- The Green Goddess (Broadway, 18 gennaio 1921)

### Traduttore
- Pillars of Society, di Henrik Ibsen (tradotto da William Archer) (Broadway, 15 aprile 1904)
- Peer Gynt, di Henrik Ibsen (tradotto da William e Charles Archer) (Broadway, 25 febbraio 1907)
- Peer Gynt, di Henrik Ibsen (tradotto da William e Charles Archer) (Broadway, 5 febbraio 1923)
- Hedda Gabler, di Henrik Ibsen (tradotto da William Archer)  (Broadway, 26 gennaio 1926)
- Ghosts, di Henrik Ibsen (tradotto da William Archer)  (Broadway, 10 gennaio 1927)
- The Wild Duck, di Henrik Ibsen (tradotto da William Archer)  (Broadway, 19 novembre 1928)

### Attore
- Carmen Jones, libretto di Oscar Hammerstein II (Broadway, 2 dicembre 1943)
- Memphis Bound!, libretto di Albert Wineman Barker e Sally Benson (Broadway, 24 maggio 1945)

## Filmografia
- The Green Goddess, regia di Sidney Olcott - lavoro teatrale The Green Goddess (1923)
- La dea verde (The Green Goddess ), regia di Alfred E. Green - lavoro teatrale The Green Goddess (1930)
- Adventure in Iraq, regia di D. Ross Lederman - lavoro teatrale The Green Goddess (1943)
- The Master Builder, film tv - da Il costruttore Solness di Henrik Ibsen nella traduzione di William Archer (1950)